# Miyazaki (cidade)
Miyazaki (宮崎市, Miyazaki-shi) é a capital da prefeitura de Miyazaki, no Japão, localizada na costa leste da ilha de Kyushu.
Em Junho de 2019 a cidade tinha uma população estimada em 398 215 habitantes e uma densidade populacional de 620 habitantes/km². Tem uma área total de 643.67 km².
Recebeu o estatuto de cidade a 1 de Abril de 1924.